# Die Frau mit den roten Stiefeln
Die Frau mit den roten Stiefeln (Originaltitel: La femme aux bottes rouges) ist ein französischer Mysterythriller von Juan Luis Buñuel. Der Sohn des berühmten Filmemachers Luis Buñuel konnte sowohl bei Stab als auch bei Besetzung auf bewährte Mitwirkende seines Vaters wie Catherine Deneuve zurückgreifen.

## Handlung
Françoise Leroy ist eine junge Schriftstellerin mit übersinnlichen Fähigkeiten. Per Zufall macht sie die Bekanntschaft des alten Milliardärs Pérou, der Kunst sammelt, Künstler jedoch verabscheut. Pérou wird mehr und mehr besessen von der Frau, erst recht, nachdem er sie einmal nackt – bis auf ein Cape und die roten Stiefel – zu Gesicht bekommen hat. Er beginnt, ihr nachzustellen und findet heraus, dass sie mit dem Maler Richard zusammenlebt, ihrem (verheirateten) Verleger Marc aber Briefe schreibt. Pérou fängt die Briefe ab und verfasst, als Marc, Antworten. Der nächste Schritt in seinem Plan ist die Ermordung von Marcs Frau. Schließlich lädt er die Schriftstellerin und seine beiden Rivalen in sein Landhaus ein. Dort aber durchschaut Françoise das falsche Spiel des Gastgebers und liefert sie sich mit Pérou ein Duell, in welchem Magie und übernatürliche Kräfte wirksam werden.
"Traversée du miroir, trompe-l’œil… : on s’immerge dans un univers onirique et magique, entre Lewis Carroll et Mandrake, Henry James et Oscar Wilde", hieß es in einer Kritik von Olivier Nicklaus aus dem Erscheinungsjahr des Films, und abschließend: ein "film unique, une curiosité qui mériterait de devenir culte".

## Kritik
„Elegant inszeniertes, in erlesenen Farben fotografiertes Verwirrspiel zwischen Realität und Fantastik, streckenweise von starker innerer Spannung. Juan Buñuel greift auf den Drehbuchautor, zwei Lieblingsschauspieler (Rey/Deneuve) und auch auf einige Stilmittel seines Vaters Luis zurück.“